# آرتریت ایدیوپاتیک جوانان
آرتریت ایدیوپاتیک جوانان (به انگلیسی: Juvenile idiopathic arthritis) یا (JIA) شایعترین شکل ورم مفصلی (آرتریت) پایدار در کودکان است. بیشترین بروز این بیماری در اوایل دهه دوم زندگی است. به‌طور کلی در صورتی‌که در فرد زیر ۱۶ سال آرتریت بدون علت مشخص به مدت حداقل ۶ هفته پایدار بماند تشخیص این بیماری داده می‌شود.

## آرتریت جوانان با شروع سیستمیک
این نوع از بیماری در هر دو جنس شیوع یکسانی داشته و با علایم تب، بدحالی، ماکولهای اریتماتو در تنه و اندامها و بزرگی کبد و غدد لنفاوی مشخص می‌شود. همچنین بیماران دچار تحریک‌پذیری و دردهای عضلانی و مفصلی می‌شوند. ممکن است آرتریت در هفته‌های اول بروز بیماری و حتی تا ۶–۸ ماه پس از شروع جزو علایم دیده نشود. از عوارض دیگر بیماری پری کاردیت، پلوریت، سروزیت شکمی و تأخیر در رشد (به علت استفاده از استروئیدها در درمان) است.

### تشخیص
در آزمایش خون ممکن است این علایم به نفع بیماری دیده شود:
- درجاتی از آنمی از نوع آنمی بیماری مزمن (نورموسیتوز، نورموکلر)
- لکوسیتوز و شیفت به چپ
- افزایش ESR، فریتین و پلاکت
- بدون وجود RF , ANA

## آرتریت جوانان چند مفصلی (Polyarticular)
در این نوع معمولن بیش از ۵ مفصل در مدت ۶ ماه درگیر هستند. این نوع خود دو حالت دارد حالت سرونگاتیو که پاسخ درمانی خوبی دارد و حالت سروپوزیتیو با پاسخ درمانی ضعیف. در ۵۰ درصد موارد این بیماری پیشرونده است. بیشترین مفاصل درگیر، شامل مفاصل کوچک دست و پا هستند.

## آرتریت جوانان Pauciarticular
گرفتاری مفصلی در کمتر از ۴ مفصل دیده می‌شود. این نوع در سنین پایینتر دخترها را درگیر و در نهایت می‌تواند منجر به یوویت با سیر مزمن شود و در سنین بالاتر بیشتر پسرها را درگیر کرده و عارضه اسپوندیلیت آنکیلوزان را دارد. مفاصل درگیر در سنین کم شامل زانو، مچ پا و آرنج و در سنین بالاتر زانو، مچ و متاکارپوفالنژیال‌ها هستند. در ۵۰ درصد این بیماران ANA مثبت است.